# Газопереробний завод Мід'ян
Газопереробний завод Мід'ян – підприємство нафтогазової промисловості, майданчик якого знаходиться у саудійській провінції Табук.
В 1992-му на північному заході Саудівської Аравії виявили газоконденсатне родовище Мід'ян. Враховуючи відсутність у цьому регіоні інфраструктури видобутку та споживання природного газу, за розробку родовища узялись лише через два десятиліття в комплексі зі зведенням ТЕС Дуба. Проект освоєння Мід'ян передбачав спорудження газопереробного заводу потужністю по прийому 2,1 млн м3 на добу. Оскільки газ родовища має низький вміст шкідливих сполук, ГПЗ Мід'ян має по факту виконувати функцію звичайної установки підготовки – провадити осушку та вилучати до 4500 барелів конденсату на добу.
Видача підготованої продукції має здійснюватись по трубопровідній системі Мід'ян – ТЕС Дуба.
Станом на осінь 2016-го ГПЗ Мід'ян мав готовність на рівні 86%, а у липні 2017-го цей показник досягнув 97%. Втім, на той час вже намітились проблеми із запуском ТЕС Дуба і в підсумку затримка виявилась значною – навесні 2023-го як черговий очікуваний термін завершення електростанції назвали 3-й квартал 2023 року.